# Rita Haverkamp
Rita Haverkamp (* 1966) ist eine deutsche Juristin.

## Leben
Von 1987 bis 1993 studierte sie Rechtswissenschaften an der Albert-Ludwigs-Universität Freiburg. Von 1993 bis 1996 absolvierte sie das Referendariat am Landgericht Freiburg. Nach der Promotion 2002 in Freiburg im Breisgau und der Habilitation 2010 an der Ludwig-Maximilians-Universität München ist sie seit 2013 Stiftungsprofessorin für Kriminalprävention und Risikomanagement an der Universität Tübingen.

## Schriften (Auswahl)
- Implementing electronic monitoring. A comparative, empirical study on attitudes towards the measure in Lower Saxony/Germany and in Sweden. Freiburg im Breisgau 2002, ISBN 3-86113-143-9.
- Elektronisch überwachter Hausarrestvollzug. Ein Zukunftsmodell für den Anstaltsvollzug? Eine rechtsvergleichende, empirische Studie unter besonderer Berücksichtigung der Rechtslage in Schweden. Freiburg im Breisgau 2002, ISBN 3-86113-052-1.
- Frauenvollzug in Deutschland. Eine empirische Untersuchung vor dem Hintergrund der Europäischen Strafvollzugsgrundsätze. Berlin 2011, ISBN 3-428-13523-7.
- Geflüchtete Menschen in Deutschland. Zuwanderung, Lebenslagen, Integration, Kriminalität und Prävention – ein Überblick. Bonn 2016.